# 北宜新線
北宜新線，亦稱為北宜直線鐵路、北宜直鐵，是針對臺灣鐵路公司宜蘭線臺北—宜蘭間現有的95.9公里路線過於冗繞而提出的截彎取直方案所規劃的新路線，並以「臺鐵南港至花蓮提速改善計畫（北宜鐵路提速工程計畫）」的名義進行規劃。目前全線規劃起自南港車站至頭城車站，尚待環境影響評估中。目前已由納入高鐵方案取代直鐵為一個選項，預計起自南港車站至高鐵宜蘭站，目前正併同高鐵延伸宜蘭進入第二階段環評審查中。

## 簡介

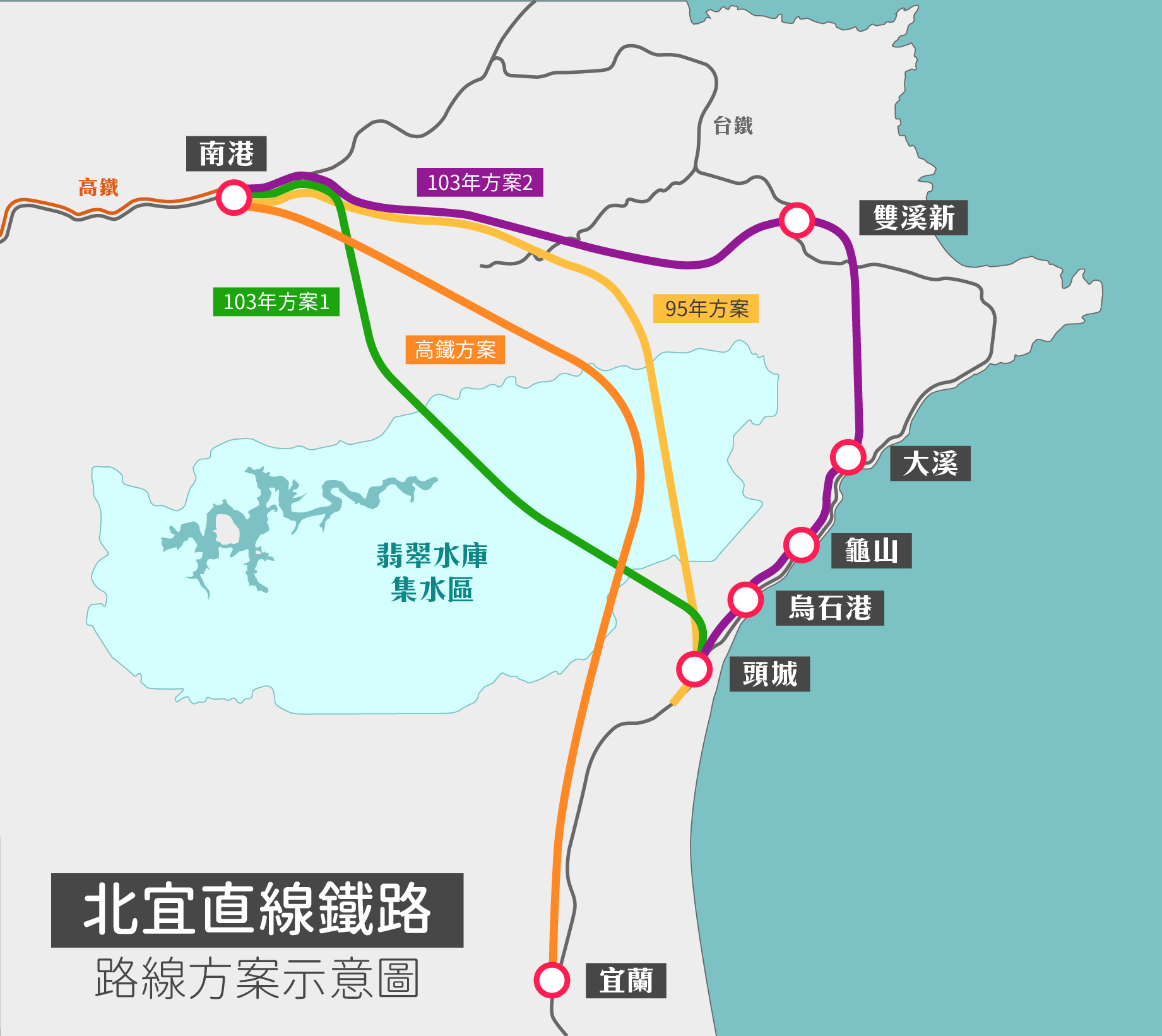
北宜直線鐵路規劃方案一覽

北宜新線興建的目的，是為了解決宜蘭線因線路迂迴，所導致行車時間過長的問題。建設北宜新線可以縮短台北至宜蘭的鐵路客運時間，取代公路運輸的部分功能，以期減輕北宜高速公路的塞車問題。
2011年交通部鐵路改建工程局的「南港至花蓮提速改善計畫可行性研究期末審查會」確定將北宜新線鐵路被評為最優先方案，同時該案也已經報中華民國交通部審查
本線台北端起自南港車站（已經於南港專案施工時預留月台與隧道銜接介面），宜蘭端則選定在頭城鎮武營橋北岸，沿線計畫高架路段長10.09公里，原宜蘭線礁溪車站配合路線遷址，其中（方案1B）為穿越翡翠水庫集水區，但在雪山隧道開工後發現問題，為了避開水源地問題，路線東移計劃：
- 南港＝大溪間行經雙溪新站

2014年4月22日鐵工局決定採用新的方案二，工期預計為十年，完工後移轉給台鐵經營。預期可縮短北部與東部往來的時間，台北＝宜蘭行車時間將縮為47分鐘。
但柯文哲於2014年當選臺北市市長後，重新提出最短路線方案，認為如果翡翠水庫的環保問題可以解決，仍不放棄爭取，其方案南港─頭城間36.3公里，以3座長隧道連接，台北─宜蘭間行車時間可望縮短至39分鐘（目前台鐵傾斜式列車行車時間約1小時5分）。
2019年7月24日交通部鐵道局召開「台鐵南港至花蓮提速改善計畫（北宜新線）綜合規劃及路線方案選定會議」，從地方需求及交通運輸面考量，將以新方案1提報交通部核定。
2019年8月交通部將高鐵延伸宜蘭納入北宜新線替代方案。

## 高鐵延伸宜蘭
在國土整體計畫與區域均衡發展的政策架構下，北宜直鐵及高鐵延伸宜蘭均具備容量擴充、縮時優勢，不過高鐵速度較快花費時間上也比台鐵來得少，也更能有效解決近年國道五號嚴重塞車問題，且可提供北宜間廊帶台鐵及高鐵共四軌化的軌道系統，助於移轉台北－宜蘭間的台鐵座位需求，更利於台鐵花東城際列車長程座位供給，並重新命名以「北宜鐵路提速工程計畫（含替代方案高鐵延伸宜蘭）」名義進行規劃。由於高鐵延伸宜蘭是「北宜鐵路提速工程計畫」替代方案，先前計畫就已通過可行性評估而不需另外重新做可行性評估，可直接進入綜合規劃。目前高鐵取代台鐵機率較高，已正在進行第二階段環評審查中。

## 路線資料
- 經營管轄：臺灣鐵路公司
- 路線長度：臺北市南港＝宜蘭縣頭城約36.3公里（新方案一）、臺北市南港＝新北市雙溪 = 宜蘭縣大溪＝宜蘭縣頭城約53公里（新方案二）
- 軌距：1,067mm（窄軌）
- 車站數：新方案一：2、新方案二：6
- 雙線區間：全線
- 電化區間：全線（交流25KV）
- 工期約10年

## 計劃車站[11]
- 新方案一

此路線最初設計與北宜高速公路類似，計畫以長隧道方式穿越坪林、石碇山區（雪山山脈）。全長約計36.3公里，預計改建頭城車站（南港車站已預留月台及軌道等設施）。
| 車站名稱          | 車站名稱      | 營業里程 南港起 | 站體型式 | 續接／交會路線                                       | 備註 | 所在地 | 所在地 |
| 中文 （國音電碼） | 英文 漢語拼音 | 營業里程 南港起 | 站體型式 | 續接／交會路線                                       | 備註 | 所在地 | 所在地 |
| ----------------- | ------------- | --------------- | -------- | ---------------------------------------------------- | ---- | ------ | ------ |
| 南港（ㄋㄍ）      | Nangang       | 0.0             | 地下     | 臺灣鐵路縱貫線 台灣高速鐵路 臺北捷運 板南線 基隆捷運 |      | 臺北市 | 南港區 |
| 頭城（ㄊㄔ）      | Toucheng      | 36.3            | 高架     | 臺灣鐵路宜蘭線 原頭城車站改建高架化                  |      | 宜蘭縣 | 頭城鎮 |

- 新方案二

由於北宜高速公路施工後地質災難不斷，且顧慮水源保護區問題，全線東移為經由雙溪，以避開地質敏感區（北宜新線、改善北迴舊線安全設施、花東線電氣化及部份區間雙線工程）。全長約53公里，預計改建五個車站及新建一個號誌站。
| 車站名稱          | 車站名稱      | 營業里程 南港起 | 站體型式  | 續接／交會路線                                       | 備註 | 所在地 | 所在地 |
| 中文 （國音電碼） | 英文 漢語拼音 | 營業里程 南港起 | 站體型式  | 續接／交會路線                                       | 備註 | 所在地 | 所在地 |
| ----------------- | ------------- | --------------- | --------- | ---------------------------------------------------- | ---- | ------ | ------ |
| 南港（ㄋㄍ）      | Nangang       | 0.0             | 地下      | 臺灣鐵路縱貫線 台灣高速鐵路 臺北捷運 板南線 基隆捷運 |      | 臺北市 | 南港區 |
| 雙溪新            | Shuangxixin   | —               | 高架      | 臺灣鐵路宜蘭線：雙溪 新建車站，可轉乘雙溪車站        |      | 新北市 | 雙溪區 |
| 大溪（ㄉㄑㄧ）    | Daxi          | 41.2            | 平面/高架 | 臺灣鐵路宜蘭線 原大溪車站改建                        |      | 宜蘭縣 | 頭城鎮 |
| 龜山（ㄍㄟ）      | Guishan       | 45.8            | 平面      | 臺灣鐵路宜蘭線 原龜山車站改建                        |      | 宜蘭縣 | 頭城鎮 |
| 烏石港            | Wushi harbor  | —               | 平面      | 臺灣鐵路宜蘭線 新建車站，鄰近於烏石漁港              |      | 宜蘭縣 | 頭城鎮 |
| 頭城（ㄊㄔ）      | Toucheng      | 53.0            | 高架      | 臺灣鐵路宜蘭線 原頭城車站改建高架化                  |      | 宜蘭縣 | 頭城鎮 |

- 龜山～烏石港之間外澳為無人車站並不會改建，其餘車站改建為擴建月台並增設軌道，長、短程列車分離行駛。[13]

## 環境評估問題
北宜新線興建案，於2006年5月19日送至行政院環境保護署環境影響評估時，環保署環境影響評估審查委員會作出「不應開發」決議，建議另尋替代方案，退回北宜新線鐵路開闢計畫。
環評審議不應開發的四點理由：
1. 經過新店青潭、基隆河及雙溪自來水、雙溪、貢寮飲用水等水質水量保護區，以及汐止區白雲里康誥坑崩塌地等環境敏感區位，對環境具有重大不利影響。
2. 行經臺北斷層等九處斷層，其對環境影響範圍、程度及其因應措施未能確實評估說明。
3. 以沿線之地質構造、地下含水層之分佈、含水層面及其水量雖有初步說明，惟未予以深入評估，因此對環境影響亦未能掌握及因應。
4. 宜蘭端考古遺址有頭城、頂埔、福成橋、福德坑橋、下埔、二城、大竹圍、奇立丹、份尾等，稍遠的有沙港橋、淇武蘭、瑪璘、武暖…等，如此多之考古遺址均未予以深入評估，因此對環境影響亦未能掌握及因應。

然而宜蘭地方人士仍積極爭取中，前宜蘭縣縣長呂國華表示：「交通部應未雨綢繆，提早做好興建規劃。」。
2010年12月7日，宜蘭縣國民黨籍立法委員林建榮安排宜蘭縣縣長林聰賢等30名地方首長及政商代表，拜會交通部部長毛治國，得到2011年上半年就會完成北宜新線規劃評估的回覆。
交通部同意投入新台幣近千萬元，重新規劃替代路線（分三段整建方案）進行可行性評估。鐵路改建工程局於2011年8月曾在宜蘭一場會議中評述此三方案之優劣。
- 第1方案：選擇含總長37.3公里的南港至頭城路段，行車時間33分鐘。（路線、行車時間短，最容易轉移國道5號假日車流）
- 第2方案：全長49公里的南港至大溪路段，行車時間39分鐘。（減少環境衝擊，工程經費較方案1節省100億）
- 第3方案：全長59.9公里的南港至雙溪改善路段與雙溪到大溪的直線鐵路行車時間 47分鐘。（效益最低）

經專家學者對此三方案的「旅遊週期」、「建設成本」、「工期」、「施工風險」、「環境影響」與「經濟效益」等各方權重評析後，第2方案以略優第1方案（差距0.02分）獲選。時任交通部長毛治國於2011年11月21日於宜蘭視察時表示，行政院已經於11月14日核定通過此案之可行性評估，交通部亦逐步執行綜合規劃與相關環評資料，倘作業順利計1年半內可動工興建，屆時台北到宜蘭可縮短至少40分鐘，台北至台東也可縮短至3個小時內完成。

## 礁溪、頭城鐵路高架
2019年3月11日宜蘭縣政府與行政院公共工程委員會達成共識，鐵路高架化決議先行施作宜蘭及羅東段，頭城及礁溪段則與北宜直鐵合併辦理，但選擇高鐵延伸宜蘭則此高架化計畫將暫緩辦理。

## 暫代措施

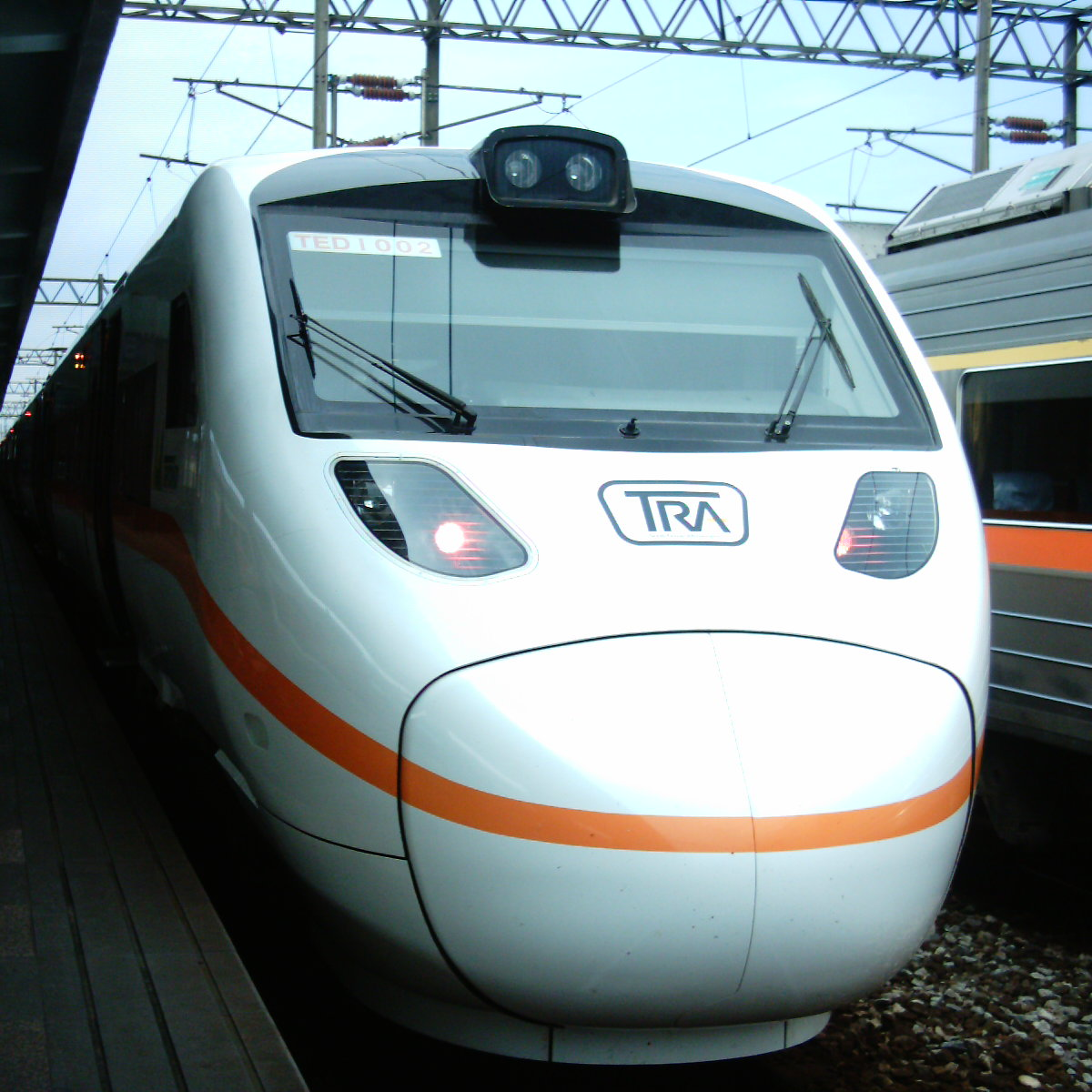
能高速過彎的太魯閣號

由於北宜新線尚未通過環境評估，台鐵為了減低北宜高速公路通車後，國道客運對運量所帶來的衝擊，同時縮短宜蘭線東北角段的路線彎曲所拉長的行車時間，自2006年起引進能高速過彎的傾斜式列車，即太魯閣號與普悠瑪號，將台北＝宜蘭的行車時間從80分鐘縮短至67分鐘，加強與國道客運的競爭力。但傾斜式列車也有缺點，在於其傾斜機制會比一般列車對鐵軌造成更多的磨損。